# 柳叶黄肉楠
柳叶黄肉楠（学名：Actinodaphne lecomtei）为樟科黄肉楠属下的一个种。

## 扩展阅读
- 維基物種上的相關：柳叶黄肉楠